# المشاقير (بعدان)

تعديل مصدري - تعديل

المشاقير محلة تابعة لقرية الخربة، التابعة لعزلة الحيث بمديرية بعدان إحدى مديريات محافظة إب في الجمهورية اليمنية، بلغ تعداد سكانها 131 حسب تعداد اليمن لعام 2004.